# 刘逵 (北宋)
刘逵（?—?），字公路，一字公达，随州随县（今湖北省随州市），中国北宋官员。宋徽宗时中书侍郎。
刘逵举进士高第，调任越州（今浙江绍兴市）观察判官。入朝为太学、太常博士，转任礼部员外郎、考功员外郎、国子司业。宋徽宗崇宁年间，连擢升为秘书少监、太常少卿、中书舍人、给事中、户部侍郎。出使高丽，转任户部尚书。从兵部同知枢密院，拜中书侍郎，成为执政。
刘逵没有其他才能，起初依附蔡京，越级升迁。彗星出现，蔡京罢相，刘逵首先劝宋徽宗碎毁《元祐党人碑》，放宽上书邪籍之禁；蔡京所行悖理虐民的事情，稍稍澄清改正。刘逵与赵挺之同心；但是赵挺之智谋多，顾及到后患，每次建议陈述，只是开个头，而让刘逵把话说完。刘逵想要归功自己，不加顾忌。未满一年，宋徽宗怀疑刘逵擅政，而郑居中、刘正夫的主意已经被兜售。宋徽宗想法改变，于是御史余深、石公弼参劾刘逵专权反覆无常，投机专营，尽废绍述新法；愚弄丞相，蔑视同僚；凡是他启用的人，多是邪党学术者和邪籍中子弟；包庇塔的内兄章綖，使他私自铸钱。于是罢去执政，知亳州。蔡京恢复相位，再贬他为镇江节度副使，居住安州。蔡京再因为星相有变去职，刘逵逐渐升官为知杭州，加资政殿学士。以醴泉观使的名义召入东京开封府，到京城就去世，时年五十岁。赠光禄大夫。

## 延伸阅读
[在维基数据编辑]
 《宋史/卷351》，出自脱脱《宋史》